# 타이페이 카페 스토리
《타이페이 카페 스토리》(중국어 정체자: 第36個故事, 병음: Di 36 ge gu shi)는 소아전 감독의 2010년 중화민국 영화이다. 계륜미가 주연을 맡았다.

## 출연
- 계륜미 - 두얼
- 임진희 - 창얼